# The Other Man's Wife
The Other Man's Wife é um filme de drama produzido nos Estados Unidos e lançado em 1919. É considerado um filme perdido.